# Philotheca ericifolia
Philotheca ericifolia är en vinruteväxtart som först beskrevs av Allan Cunningham och George Bentham, och fick sitt nu gällande namn av Paul G Wilson. Philotheca ericifolia ingår i släktet Philotheca och familjen vinruteväxter. Inga underarter finns listade i Catalogue of Life.